# Herman Vijt
Herman Vijt (Hamme, 24 december 1959) is een Belgisch politicus voor de CVP en diens opvolger de CD&V. Hij is burgemeester van Hamme.

## Levensloop
Vijt, van opleiding onderwijzer en woonachtig in Moerzeke, werd vanuit de plaatselijke ACV-afdeling afgevaardigd naar de CVP van fusiegemeente Hamme. Hij werd gemeenteraadslid na de verkiezingen van 1994. In 1997 werd hij schepen van cultuur, toerisme, kunstonderwijs en mobiliteit. Hij werd in 2010 burgemeester van Hamme als opvolger van Paul Van de Casteele. Hij bleef burgemeester na de gemeenteraadsverkiezingen van 2012 in een coalitie van zijn partij met de Open VLD. Ook na de gemeenteraadsverkiezingen van 2018 bleef hij burgemeester, ditmaal in een coalitie met de N-VA en de sp.a.